# Ombrone
Der Ombrone (auch Ombrone grossetano und Ombrone senese genannt) ist ein Fluss in der Toskana, Italien. Er durchquert die Provinzen Siena und Grosseto von Nord nach Süd.

## Verlauf
Er entspringt nordöstlich von Siena bei San Gusmè (einem Teil des Orts Castelnuovo Berardenga) und mündet nach 157 km in das Tyrrhenische Meer. Sein Einzugsgebiet umfasst 3.494 km², seine wichtigsten Nebenflüsse sind Arbia, Crevole, Lanzo, Merse und Orcia. Er durchfließt die Orte Castelnuovo Berardenga, Rapolano Terme, Asciano, Buonconvento, Murlo, Montalcino, Civitella Paganico, Cinigiano, Campagnatico, Scansano und Grosseto.

## Bilder

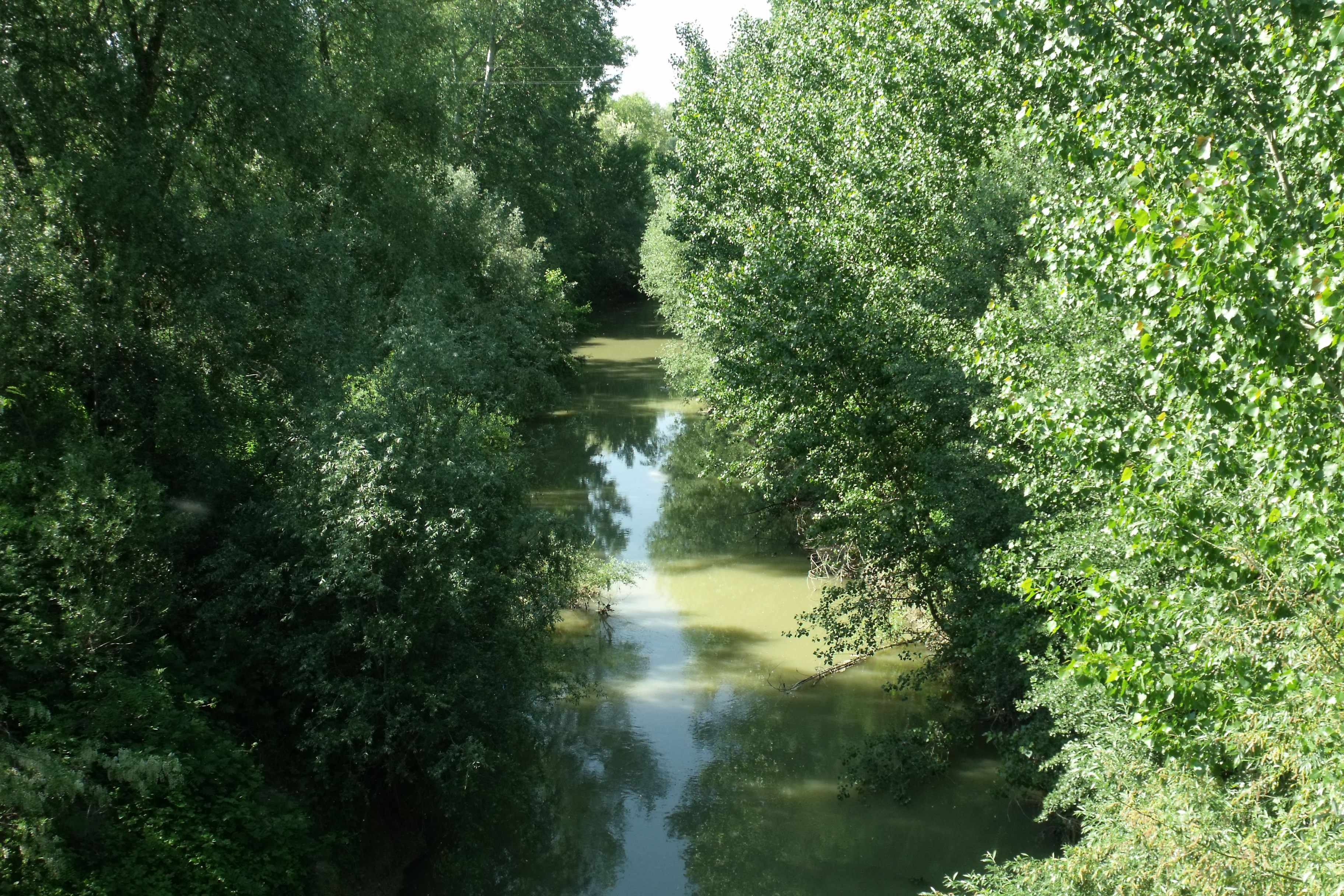
Der Ombrone bei Buonconvento kurz nach dem Zusammenfluss mit dem Arbia
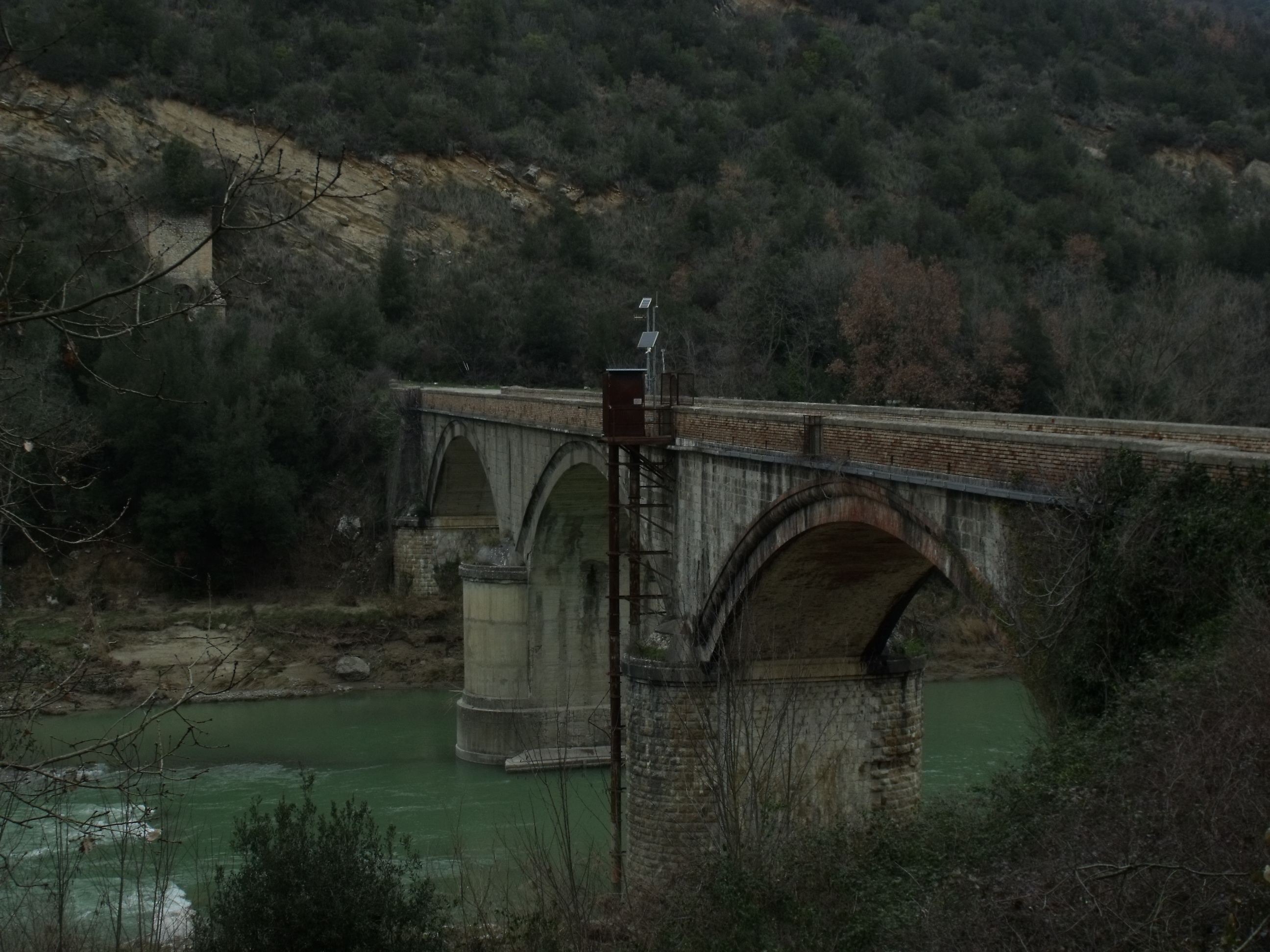
Brücke über den Ombrone bei Sasso d’Ombrone, Ortsteil von Cinigiano
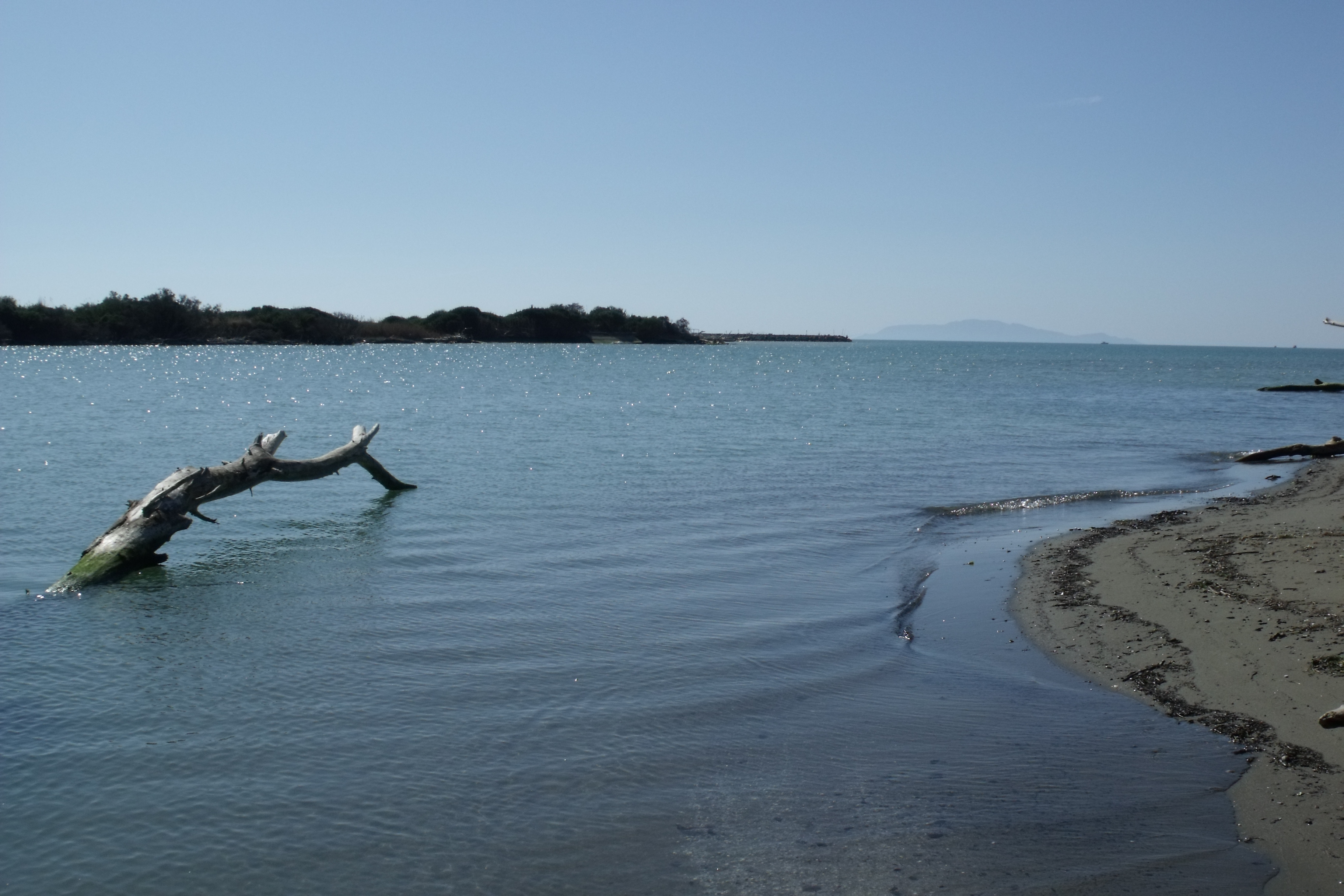
Die Ombrone-Mündung in das Tyrrhenische Meer südlich von Principina, Ortsteil von Grosseto